# 조동범
조동범(1970년 ~ )은 대한민국의 시인이다.

## 약력
2002년 《문학동네》 신인상 시 부문에 당선되어 등단했다.
2013년 제4회 김춘수시문학상, 2015년 제8회 미네르바작품상, 2016년 제2회 딩아돌하작품상, 2016년 제9회 청마문학연구상을 수상했다.

## 저서

### 시집
- 《심야 배스킨라빈스 살인사건》(문학동네, 2006)
- 《카니발》(문학동네, 2011)
- 《금욕적인 사창가》(문예중앙, 2016)
- 《존과 제인처럼 우리는》(천년의시작, 2021)

### 산문집
- 《나는 속도에 탐닉한다》(갤리온, 2008)
- 《알래스카에서 일주일을》(가쎄, 2018)
- 《보통의 식탁》(알마, 2018)

### 인문 교양서
- 《100년의 서울을 걷는 인문학》(도마뱀, 2022)
- 《팬데믹과 오리엔탈리즘》(오늘산책, 2022)

### 비평집
- 《디아스포라의 고백들》(작가와비평, 2011)
- 《4년 11개월 이틀 동안의 비》(시인동네, 2014)
- 《1990년대 문화 키워드 20》(문화다북스, 2017) (공저)
- 《시, 현대사를 관통하다》(문화다북스, 2018) (공저)
- 《이제 당신의 시를 읽어야 할 시간》(새미, 2023)

### 창작 이론서
- 《묘사》(모악, 2017)
- 《상상력과 묘사가 필요한 당신에게》(삼인, 2019)
- 《새로 쓴 시론》(소명출판, 2019) (공저)
- 《진술》(모악, 2020)
- 《부캐와 함께 나만의 에세이 쓰기》(삼인, 2023)
- 《묘사 진술 감정 수사》(슬로우북, 2023)

### 연구서
- 《오규원 시의 자연 인식과 현대성의 경험》(경진, 2012)